# Cyclodina
A Cyclodina  a hüllők (Reptilia) osztályába a  pikkelyes hüllők (Squamata) rendjébe a gyíkok (Sauria)  alrendjébe és a  vakondgyíkfélék (Scincidae) családjába  tartozó nem.

## Rendszerezés
A nembe az alábbi 7 faj tartozik.
- Cyclodina aenea
- Cyclodina alani
- Cyclodina lichenigera
- Cyclodina macgregori
- Cyclodina oliveri
- Cyclodina ornata
- Cyclodina whitakeri